# Atlètic Club d'Escaldes
Atlètic Club d'Escaldes  is een Andorrese voetbalclub uit Escaldes-Engordany.
De club werd in 2002 opgericht en kwam in het seizoen 2002/03 uit in de Lliga de Segona Divisió. In de seizoenen 2004/05, 2005/06 en 2006/07 speelde het in de Lliga de Primera Divisió nadat ze in het seizoen 2003/04 kampioen van de tweede divisie werden. In 2019 lukte het de club opnieuw om naar het hoogste niveau te promoveren.

## Erelijst
- Primera Divisió

Winnaar (1): 2023
Tweede (0):
- Segona Divisió

Winnaar (2): 2004, 2019
- Andorrese voetbalbeker

Winnaar (1): 2022
Finalist (1): 2021

## Eindklasseringen vanaf 2003
| 3 |

| 1 |

| 7 |

| 6 |

| 8 |

| 6 |

| 3 |

| 6 |

| 6 |

| 4 |

| 4 |

| 12 |

| 3 |

| 3 |

| 5 |

| 2 |

| 1 |

| 6 |

| 4 |

| 4 |

| 1 |

| 3 |

| 2 |

| Primera Divisió | Segona Divisió |

## Atlètic Club d'Escaldes in Europa
#Q = #kwalificatieronde, #R = #ronde, T/U = Thuis/Uit, W = Wedstrijd, PUC = punten UEFA coëfficiënten .
Uitslagen vanuit gezichtspunt Atlètic Club d"Escaldes
| Seizoen                                                    | Competitie        | Ronde | Land                | Club                   | Totaalscore | 1e W    | 2e W        | PUC |
| ---------------------------------------------------------- | ----------------- | ----- | ------------------- | ---------------------- | ----------- | ------- | ----------- | --- |
| 2022/23                                                    | Conference League | 1Q    | Vlag van Malta      | Gzira United           | 1-2         | 1-1 (U) | 0-1 nv (T)  | 0.5 |
| 2023/24                                                    | Champions League  | vr    | Vlag van Montenegro | FK Budućnost Podgorica | 0-3         | 0-3     | < Kópavogur | 0.0 |
| 2023/24                                                    | Conference League | 2Q    | Vlag van Albanië    | Partizan Tirana        | 1-5         | 0-1 (T) | 1-4 (U)     | 0.0 |
| 2024/25                                                    | Conference League | 1Q    | Vlag van Luxemburg  | F91 Dudelange          | 0-3         | 0-1 (T) | 0-2 (U)     | 0.0 |
| 2025/26                                                    | Conference League | 1Q    | Vlag van Luxemburg  | F91 Dudelange          | 5-2         | 2-0 (T) | 3-2 (U)     | 2.5 |
|                                                            |                   | 2Q    | Vlag van Albanië    | FC Dinamo City         | 2-3         | 1-2 (T) | 1-1 (U)     | 2.5 |
| Totaal aantal behaalde punten voor UEFA coëfficiënten: 3.0 |                   |       |                     |                        |             |         |             |     |

Zie ook
- Deelnemers UEFA-toernooien Andorra
- Ranglijst van alle clubs die in de diverse Europa Cups zijn uitgekomen

Atlètic Club d'Escaldes ·
CE Carroi ·
CF Esperança d'Andorra ·
FC Santa Coloma ·
Inter Club d'Escaldes ·
FC Ordino ·  
FC Pas de la Casa ·
Penya Encarnada d'Andorra ·
FC Rànger's ·
UE Santa Coloma